# Mobile (Schiff, 1855)

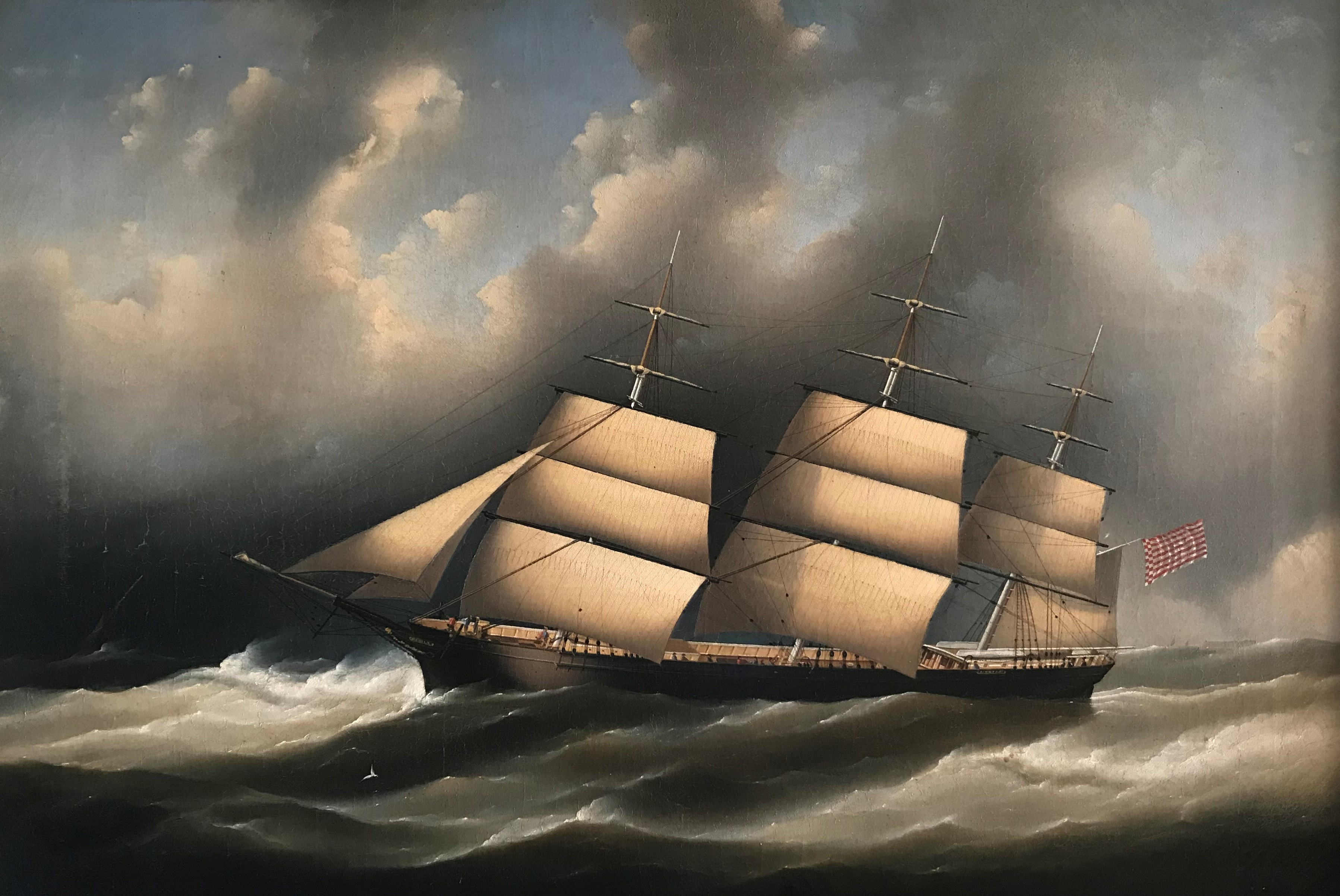
Mobile 1859 von Carl Fedeler (1837–1897)

Das hölzerne Dreimast-Vollschiff Mobile wurde 1855 auf der Werft von Samual Badger in Kittery (Maine) USA unter dem Namen S.C. Thwing gebaut. Nachdem es im Jahr 1856 havarierte, wurde es durch den neuen Eigentümer nach der Hafenstadt Mobile (Alabama) umbenannt.

## Geschichte
Stapellauf war am 29. September 1855. Die Jungfernreise machte der Frachtsegler am 26. Februar 1856 unter der Führung von Kapitän J. J. Nickerson mit einer Ladung Baumwolle von Mobile (Alabama) mit dem Zielhafen Göteborg. Auf der Reise dorthin strandete das Schiff am 3. Mai 1856 bei Lässo in schwedischen Gewässern.
Der Großhändler A. Bourne ersteigerte den havarierten Segler aus einer öffentlichen Auktion. Bourne ließ das Schiff auf einer schwedischen Werft instand setzten und gab dem Schiff den Namen Mobile. Noch während der Werftliegezeit verkaufte er das Schiff weiter an den Bremer Reeder und Werftbesitzer Franz Tecklenborg (1807–1886), welcher den Schiffsnamen Mobile beibehielt. Die Begutachtung des Schiffes in Schweden und die Abwicklung des Kaufes für F. Tecklenborg erfolgte durch den Bremer Kapitän Hermann Beurmann.
Die Bereederung der Mobile übernahm die in Bremen ansässige Reederei D. H. Wätjen & Co., welche als Korrespondentreeder tätig war.
Die Mobile war in der Zeit von 1856 bis zum Verlust des Schiffes 1867 der größte Segler der norddeutschen Handelsflotte.
Kapitäne des Schiffs waren zunächst Johann Hermann Cassens (1856–1862) und dann Franz Ludwig Brandorff (November 1862–Mai 1863); Brandorff (1821–1877) war ein angeheirateter Vetter des Schiffseigentümers Franz Tecklenborg.
Als Schiffsführer folgten Christian Lahusen (1863–1864), August Theodor Huntemann (1864–1865) und von September 1865 bis 1867 Julius Bernhard Hermann Wieting (ein Bruder von Kapitän Louis Wieting).
Vom 26. Juni bis 20. August 1863 erfolgte in New York durch den Schiffsvermesser H. Gaines das Aufmaß zur Ermittlung der nach Einwanderungsgesetzen zulässigen Anzahl an Passagieren. Nachdem die Mobile bisher ausschließlich in der Frachtschifffahrt eingesetzt worden war, startete diese am 19. Mai 1866 in Bremerhaven mit 709 Auswanderern zur Überfahrt nach New York.

### Verlust des Schiffes
Mit Baumwolle für Bremen voll beladen verließ das Schiff am 21. Januar 1867, unter der Führung des Kapitäns Julius Bernhard Hermann Wieting, den Hafen von Mobile. Während des Auslaufens legte der amerikanische Jungmatrose Thomas Smith mutwillig Feuer. In der Folge brannte das Schiff bis auf die Wasserlinie herunter und ging komplett verloren. Sämtliche Besatzungsmitglieder konnten sich retten.

## Sonstiges
Ein Ölbild des Dreimasters, welches 1859 von Carl Fedeler (1837–1897) gemalt wurde, befindet sich im Bestand des Deutschen Schifffahrtsmuseums in Bremerhaven.